# Ин-Альбон, Илена
Илена Ин-Альбон (фр. Ylena In-Albon; род. 6 марта 1999, Фисп, Вале) — швейцарская профессиональная теннисистка. Финалистка одного турнира WTA 125 в одиночном разряде; победительница двадцати двух турниров ITF (из них двенадцать — в одиночном разряде).
С 2019 года Ин-Альбон представляет Швейцарию на Кубке Билли Джин Кинг, где её рекорд W/L: 1—0.
Полуфиналистка одного юниорского турнира Большого шлема в парном разряде (Открытый чемпионат Франции-2016); бывшая 27-я ракетка мира в юниорском рейтинге ITF (2017).

## Биография
Илена Ин-Альбон родилась 6 марта 1999 года в городе Фисп, в двуязычном франко-немецком кантоне Вале, в Швейцарии.

## Спортивная карьера
В 2016—2022 годах стала победительницей двенадцати турниров ITF в одиночном разряде.
И в 2016—2024 годах стала победительницей ещё десяти турниров ITF в парном разряде.
Ин-Альбон дебютировала в основной сетке турниров серии WTA на Ladies Open Biel Bienne в 2017 году в парном разряде с Леони Кюнг.
В 2019 году Ин-Альбон стала национальным чемпионом на Swiss National Doubles в паре с Леони Кюнг.

### 2024
В начале декабря 2024 года стала финалисткой одиночного разряда турнира WTA 125 MundoTenis Open в Флорианополисе (Бразилия), где она в финале проиграла полячке Майе Хвалиньской со счётом 1-6, 2-6.
На этом же турнире вместе с испанской теннисисткой Анхелой Фита Болуда в первом круге парного разряда проиграла Валерии Страховой и Николь Фосса-Уэрго со счётом 6-7(5-7), 6-3, [8:10], — которые в итоге стали финалистами этого турнира.

## Рейтинг на конец года
| Год  | Одиночный рейтинг | Парный рейтинг |
| 2023 | 202               | 362            |
| 2022 | 152               | 478            |
| 2021 | 166               | 354            |
| 2020 | 428               | 245            |
| 2019 | 318               | 235            |
| 2018 | 235               | 582            |
| 2017 | 683               | 622            |
| 2016 | 667               | 831            |
| 2015 | 1199              | —              |